# 上参郷祐康
上参郷 祐康（かみさんごう ゆうこう、1935年4月1日 - 2018年4月16日）は、日本の音楽学者。東京芸術大学名誉教授。
北海道小樽市出身。北海道小樽緑陵高等学校（現 北海道小樽商業高等学校）卒業後、1959年3月に東京大学文学部国文科卒業。日本の伝統音楽である邦楽の学術的研究が評価される。武蔵野音楽大学助教授を経て、1984年に東京芸術大学音楽学部楽理科教授に就任し、2001年4月から12月まで同学部の副学長を務める。2002年3月に定年退官。2003年4月にくらしき作陽大学の教授に就任するが、2005年3月に退職。
邦楽および日本音楽史が専攻であり、尺八楽、平家琵琶や宮城道雄の研究が注目を集めている。日本音楽中辞典や日本音楽大事典で、邦楽の分野の執筆編集で貢献する。

## 著書

### 編書
- 平家琵琶－語りと音楽　ひつじ書房　1993年　ISBN 978-4938669157

### 共著
- 宮城道雄作品解説全書　吉川英史　共著　邦学社　1976年　ISBN 9784-833601528
- 新編･日本音楽中辞典　山口修/海老沢敏/西岡信雄　共著　音楽之友社　2002年　ISBN 978-4276000179
- 日本音楽大事典　平野健次/蒲生郷昭　共著　平凡社　2005年　ISBN 978-4256109113
- 邦楽曲名事典　平野健次/蒲生郷昭　共著　平凡社　2005年　ISBN 978-4256109120